# Teorema di Greenwald
Il teorema di Greenwald, detto anche teorema della non decentralizzabilità, esposto nel 1986 da Bruce Greenwald con il contributo di Joseph Stiglitz, enuncia che allocazioni efficienti da parte del mercato non possono essere raggiunte senza intervento dello Stato ogniqualvolta vi siano imperfezioni informative e/o mercati incompleti.
L'importanza del teorema è dovuta al fatto che nella letteratura dell'economia neoclassica si presume che i mercati siano sempre efficienti, a parte alcune rare e ben definite eccezioni. Il teorema di Greenwald invece dimostra che i casi eccezionali sono quelli in cui il mercato è perfetto, mentre la regola presuppone mercati imperfetti. La conclusione che si trae è che ogni volta che i mercati sono incompleti e/o le informazioni sono imperfette, e si tratta della condizione tipica di tutti i mercati, i mercati stessi non tendono all'ottimo paretiano. Solo l'intervento del governo può quindi indurre l'ottimo paretiano.
In estrema sintesi, il teorema dimostra che i mercati reali sono inefficienti, ovvero che le condizioni necessarie (concorrenza perfetta, assenza di asimmetrie informative e così via) non sono mai verificabili.